# Escola veneciana
L'escola veneciana (de música) és un terme usat per descriure els compositors que van treballar a Venècia en el període comprès aproximadament entre 1550 i 1610. Les composicions policorals venecianes de finals del segle xvi van ser molt famoses en la seva època i van influir en músics d'altres països. La mateixa denominació d'«escola veneciana» s'utilitza també per referir-se a altres expressions artístiques venecianes (sobretot de pintura) d'una època molt més extensa.

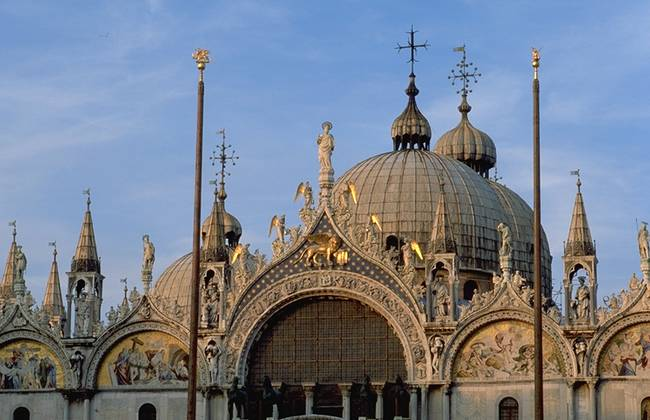
Basílica de Sant Marc (Venècia)

Conjuntament amb el desenvolupament de la monodia i l'òpera a Florència, les innovacions de l'escola veneciana marquen la transició de la música renaixentista a la barroca.

## Desenvolupament de l'escola
Diversos factors van servir per impulsar el desenvolupament de l'escola veneciana:
- El primer factor va ser polític. Després de la mort del papa Lleó X (1521) i el saqueig de Roma (1527), l'atracció musical de Roma, que durant molt de temps havia dominat la cultura europea, va quedar eclipsada. Molts músics es van traslladar a altres llocs i Venècia era una de les alternatives més engrescadores.[1]
- Un altre factor, i molt determinant, ve a conseqüència de les característiques de la Basílica de Sant Marc de Venècia, amb una arquitectura espaiosa i amb dos orgues ubicats en costats oposats. Aquest fet impulsava els compositors a tenir present aquesta realitat. Així es va desenvolupar un gran estil antifònic, en què diversos grups corals i instrumentals executaven les seves parts de vegades en oposició, de vegades en conjunt, units pel so de l'orgue. El primer compositor que va fer famós aquest efecte fou Adrian Willaert, que havia estat nomenat mestre de capella de Sant Marc el 1527 i va romandre en el càrrec fins a la seva mort, l'any 1562. Gioseffo Zarlino, un dels teòrics de la música més influents de l'època, va nomenar Willaert "el nou Pitàgores", de manera que la seva influència va ser profunda no només com a compositor sinó com a mestre, ja que la majoria dels compositors de l'escola veneciana van estudiar amb ell.
- L'altre factor que va promoure aquest període tan ric de creativitat musical va ser la impremta. A començaments del segle xvi, la ciutat de Venècia, pròspera i estable, es va convertir en un important centre d'edició de música; els compositors hi anaven des de tot Europa per beneficiar-se de la nova tecnologia, que llavors només feia unes dècades que havia començat a desenvolupar-se. Compositors reconeguts d'altres parts d'Europa, especialment de Flandes i França, van viatjar expressament a Venècia. L'ambient musical de la ciutat va perdurar fins i tot ben entrat el segle xvii.

Es compara, de vegades, l'escola musical veneciana amb la pintura de l'època, en la qual ambdues fan un ús intens del color, que en el cas de la música té relació amb el dramatisme sonor i amb uns marcats contrastos.

## Progressistes i conservadors
En la dècada de 1560, dos grups van desenvolupar l'escola veneciana amb perspectives diferents: un grup progressista, liderat per Baldassare Donato, i un grup conservador, guiat per Gioseffo Zarlino, que va substituir Willaert com a mestre de capella. Els membres del grup conservador (que incloïa, a més de Zarlino, compositors com Cipriano de Rore i Claudio Merulo, i posteriorment també Andrea i Giovanni Gabrieli), tendien a seguir l'estil polifònic de l'escola holandesa o francoflamenca. Les disputes entre ambdós bàndols van tenir la seva eclosió el 1569, amb un dramàtic duel públic entre Donato i Zarlino, durant la festa de Sant Marc.
Un altre punt de confrontació entre els dos grups va ser si corresponia o no que els "estrangers" poguessin assumir el càrrec màxim de mestre de capella a Sant Marc. Aparentment el grup que pretenia afavorir els talents locals va prevaler en aquesta contesa, ja que el 1603 el càrrec el va obtenir Giovanni Croce, el qual fou succeït per Giulio Cesare Martinengo el 1609 i, posteriorment, per Claudio Monteverdi el 1613.
La culminació de l'escola veneciana va produir-se al voltant del 1580, quan Andrea i Giovanni Gabrieli van compondre enormes obres per a múltiples cors, grups de metalls i instruments de corda i orgue. Aquestes obres són les primeres a incloure indicacions dinàmiques, i també instruccions per a la instrumentació. L'aportació dels organistes de l'escola, en particular de Claudio Merulo i Girolamo Diruta va començar a definir un estil instrumental i tècnic que posteriorment es va traslladar al nord d'Europa i va culminar amb les obres de Sweelinck, Buxtehude i fins i tot Bach.
El terme "escola veneciana" també s'usa per distingir-la de la molt diferent, encara que contemporània, escola romana. Altres importants centres d'activitat musical a la península Itàlica de l'època eren a Florència, el bressol de l'òpera, i també a Ferrara, Nàpols, Pàdua, Màntua i Milà.

## Principals representants
Entre els músics més destacats de l'Escola Veneciana es troben:
- Adrian Willaert (aprox.1490-1562)
- Jacques Buus (aprox.1500-1565)
- Andrea Gabrieli (aprox.1510-1586)
- Nicola Vicentino (1511-aprox.1576)
- Cipriano de Rore (aprox.1515-1565)
- Gioseffo Zarlino (1517-1590)
- Baldassare Donato (1525-1603)
- Annibale Padovano (1527-1575)
- Costanzo Porta (aprox.1529-1601)
- Claudio Merulo (1533-1604)
- Gioseffo Guami (aprox.1540-1611)
- Vincenzo Bellavere (?-1587)
- Girolamo Diruta (aprox.1554-després de 1610)
- Girolamo Dalla Casa (?-1601)
- Giovanni Gabrieli (aprox.1555-1612)
- Giovanni Croce (aprox.1557-1609)
- Giovanni Bassano (aprox.1558-1617)
- Giulio Cesare Martinengo (aprox.1561-1613)